# Neopomacentrus sororius
Neopomacentrus sororius is een straalvinnige vissensoort uit de familie van rifbaarzen of koraaljuffertjes (Pomacentridae). De wetenschappelijke naam van de soort is voor het eerst geldig gepubliceerd in 2005 door Randall & Allen.